# Paraiulus gyratus
Paraiulus gyratus är en mångfotingart som beskrevs av Loomis 1971. Paraiulus gyratus ingår i släktet Paraiulus och familjen Parajulidae. Inga underarter finns listade i Catalogue of Life.